# Ољастро Марина (Салерно)
Ољастро Марина је насеље у Италији у округу Салерно, региону Кампанија.
Према процени из 2011. у насељу је живело 116 становника. Насеље се налази на надморској висини од 13 м.